# Livejasmin

Livejasmins logotyp.

Livejasmin (marknadsfört som LiveJasmin) är en interaktiv videoplattform på internet med sexuellt innehåll, för det mesta medierat via webbkamera. Plattformen har ett flertal kategorier för att täcka olika kunders preferenser. De personer som visar upp sig på sidan arbetar främst som webbkameramodeller, och de kommer från många olika länder.

## Historik
- 2009 är Livejasmin det mest besökta video-chatt community alla kategorier, enligt statistik från Alexa Internet.
- 2010 fick Livejasmin utmärkelsen årets live video-chatt på XBIZ Awards-galan[1]
- 2016 hade sidan omkring 40 miljoner besökare per dag, och dess grundare, Gyorgi Gattyan, blivit Ungerns rikaste person.[2]